# Сцени з подружнього життя (мінісеріал)
«Сцени з подружнього життя» — американський драматичний телевізійний мінісеріал, який розробив, написав та зрежисерував Хагай Леві для каналу HBO, з Оскаром Айзеком та Джессікою Честейн у головних ролях. Це англомовний римейк однойменного шведського мінісеріалу Інгмара Бергмана 1973 року. Він був представлений на Венеційському кінофестивалі 2021 року, а офіційна прем'єра відбулася 12 вересня 2021 року на каналі HBO.

## Синопсис
Адаптація шведського мінісеріалу 1970-х років, присвячена сучасним американським парам.

## Актори та персонажі

### Головні ролі
- Оскар Айзек — Джонатан Леві
- Джессіка Честейн — Міра Філліпс

### Другорядні ролі
- Ніколь Бегарі — Кейт
- Корі Столл — Пітер
- Суніта Мані[en] — Даніель
- Ширлі Рум'єрк — доктор Варона
- Софія Копера — Ава Леві
- Анна Руст — Вероніка
- Майкл Алоні — Полі

## Епізоди
| № серії | Назва серії                                                           | Режисер(и) | Teleplay by            | Оригінальна дата показу | Глядачів U.S. (млн) |
| ------- | --------------------------------------------------------------------- | ---------- | ---------------------- | ----------------------- | ------------------- |
| 1       | «Innocence and Panic»                                                 | Хагай Леві | Хагай Леві, Емі Герцог | 12 вересня 2021         | 0.224               |
| 2       | «Poli»                                                                | Хагай Леві | Хагай Леві             | 19 вересня 2021         | 0.133               |
| 3       | «The Vale of Tears»                                                   | Хагай Леві | Хагай Леві             | 26 вересня 2021         | 0.165               |
| 4       | «The Illiterates»                                                     | Хагай Леві | Хагай Леві             | 3 жовтня 2021           | 0.146               |
| 5       | «In the Middle of the Night, in a Dark House, Somewhere in the World» | Хагай Леві | Хагай Леві, Емі Герцог | 10 жовтня 2021          | 0.154               |

## Виробництво
У липні 2020 року було оголошено, що HBO дав мінісеріалу зелене світло: Хагай Леві написав сценарій і режисер, а Оскар Айзек і Мішель Вільямс виступили в якості виконавчих продюсерів. Після оголошення замовлення мінісеріалу, Айзек і Вільямс також отримали головні ролі. Вільямс буде змушена залишити свою головну роль у жовтні через конфлікт з її розкладом, але залишиться виконавчим продюсером. Її замінила Джессіка Честейн. У листопаді 2020 року Суніта Мані отримала роль другого плану. Ніколь Бегарі, Корі Столл і Това Фелдшу приєдналися до другорядних ролей у січні 2021 року.
Зйомки розпочалися в Нью-Йорку в жовтні 2020 року і були припинені на два тижні в листопаді після того, як у двох співробітників виробництва дали позитивний результат на COVID-19.

## Прем'єра
Світова прем'єра п'ятисерійного шоу відбулася на 78-му Венеціанському міжнародному кінофестивалі в категорії поза конкурсом. Прем'єра серіалу відбулася 12 вересня 2021 року на HBO.

## Оцінки та відгуки

### Оцінка критиків
Агрегатор рецензій Rotten Tomatoes повідомив про рейтинг схвалення 81 % із середнім рейтингом 7,50/10 на основі 48 відгуків критиків. Консенсус критиків веб-сайту говорить: «Хоча прямолінійний підхід „Сцен з подружнього життя“ іноді намагається виправдати своє існування, тріскуча хімія та вражаючі виступи Джессіки Честейн та Оскара Айзека — це видовище, яке варто побачити». Metacritic поставив серіалу середньозважену оцінку 70 зі 100 на основі 24 рецензій критиків, що вказує на «загалом схвальні відгуки».

### Нагороди та номінації
| Award                                | Category                                            | Nominee(s)       | Result    | Ref.   |
| ------------------------------------ | --------------------------------------------------- | ---------------- | --------- | ------ |
| Золотий глобус                       | Найкраща чоловіча роль мінісеріалу або телефільму   | Оскар Айзек      | Номінація | [ 17 ] |
| Золотий глобус                       | Найкраща жіноча роль мінісеріалу або телефільму     | Джессіка Честейн | Номінація | [ 17 ] |
| Нагорода Гільдії музичних наглядачів | Найкращий музичний супровід для трейлера            | Грегорі Суїні    | Номінація | [ 18 ] |
| Премія Гільдії кіноакторів           | Найкраща чоловіча роль у телефільмі або мінісеріалі | Оскар Айзек      | Номінація | [ 19 ] |